# Christian Sgrooten
Christian Sgrooten (Sonsbeck, c. 1525- Kalkar, 13 de mayo de 1603) fue un cosmógrafo alemán al servicio de Felipe II de España, que le nombró cartógrafo real en 1557 ("geographus Regia maiestatis Hispaniae"). Comparable con Gerardo Mercator, fue uno de los geógrafos más notorios de su tiempo. Su obra más importante, el Orbis terrestris, constaba de 38 mapas de los Países Bajos y Alemania.

## Vida
Nació en Sonsbeck, hijo de. notario y escribano de la ciudad. Peter Sgrothen -probablemente originario de Brabante. Trabajó como pintor y cartógrafo en Kalkar en el Bajo Rin, donde adquirió los derechos de ciudadanía (1548) y compró una casa en el mercado (1553 ). Se casó allí con la hija de un posadero, Agnes van Bedber, de quien tuvo al menos dos hijos. En 1555 Sgrothen realizó su primer mapa de la zona del Bajo Rhin, y el 2 de diciembre de 1557 entró al servicio del rey Felipe II de España como cosmógrafo real ("Geographus Regiae maiestatis Hispaniae"). El gobierno de Bruselas inicialmente le confió la misión de cartografiar las provincias holandesas y las regiones vecinas. Sgrothen vagó por toda Alemania, y a partir de 1568 comenzó con su trabajo principal, el mapa del Sacro Imperio Romano, que realizó en dos versiones, en 1572/73 y 1592, jamás publicado. Murió en 1603 en Kalkar y fue enterrado en la iglesia del convento de los dominicos.